# Protopteraspis
Genre
Protopteraspis est un genre fossile d'agnathes ptéraspididés hétérostracan connus dans les strates marines du Dévonien inférieur d'Europe occidentale. La constitution quelque peu plate de l'animal a amené certains à croire qu'il s'agissait d'un habitant des fonds marins, vivant dans les zones d'eau douce. Il a été décrit comme « quelque peu non spécialisé ». Son museau était rond et étroit, plus court que celui de ses parents immédiats. Protopteraspis ne possédait pas non plus les cornes trouvées sur les casques d'autres ptérapsides ; il y avait plutôt des « petits points » derrière l'ouverture branchiale. Il possédait une épine dorsale « de taille moyenne ». Les plaques recouvrant le casque présentaient des crêtes de dentine. Il est théorisé que le casque s'est formé dans la jeunesse et qu'il s'est développé via la croissance des plaques, qui ont fusionné à l'âge adulte. Les écailles de l'animal étaient « petites et en forme de losange ».

## Classification
Le nom valide complet (avec auteur) de ce taxon est Protopteraspis Leriche, 1924,.